# グルーパー (潜水艦)
グルーパー (USS Grouper, SS/SSK/AGSS-214) は、アメリカ海軍の潜水艦。ガトー級潜水艦の3番艦。艦名はハタ亜科の英語名に因む。

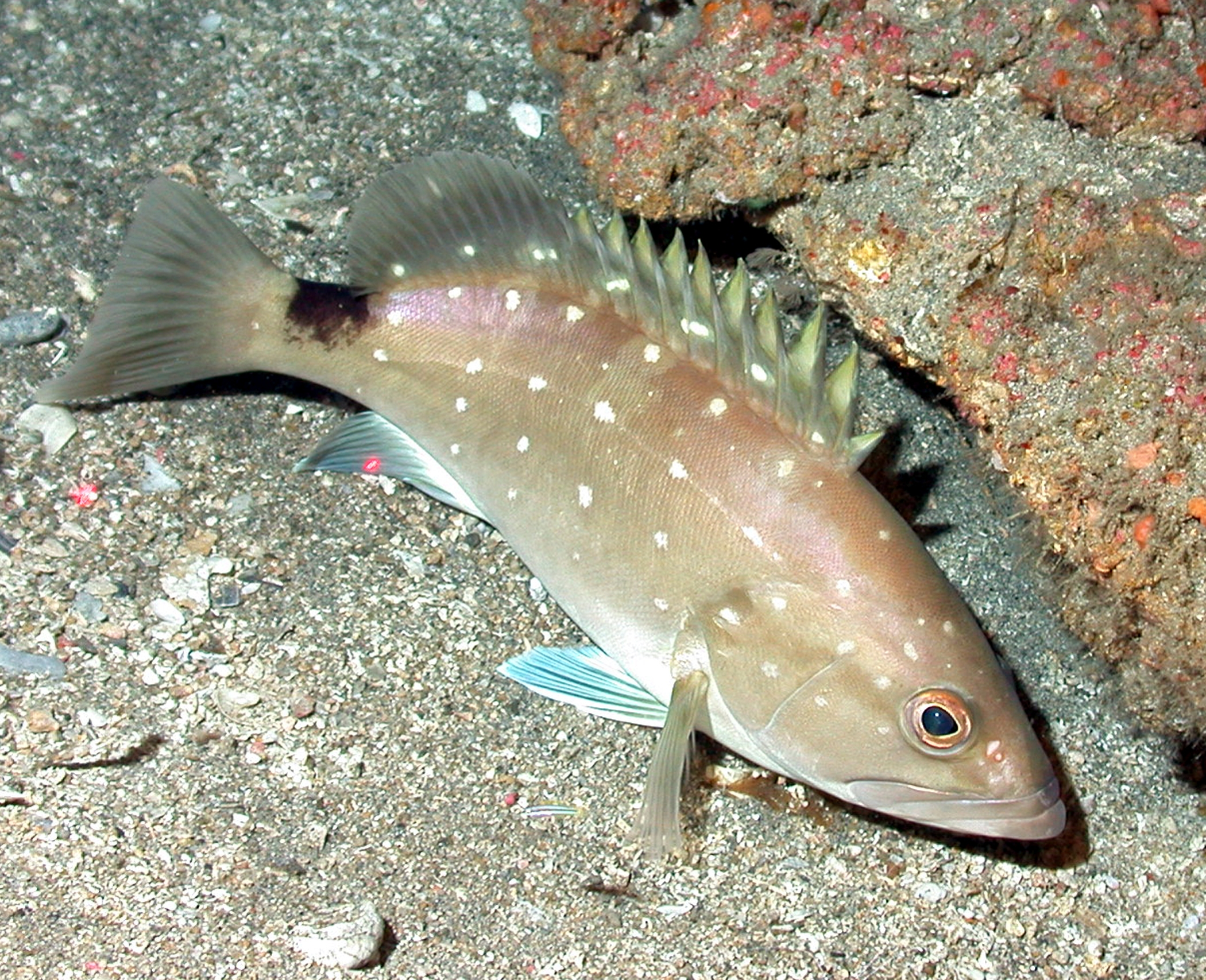
スノーウィー・グルーパー（Snowy grouper）

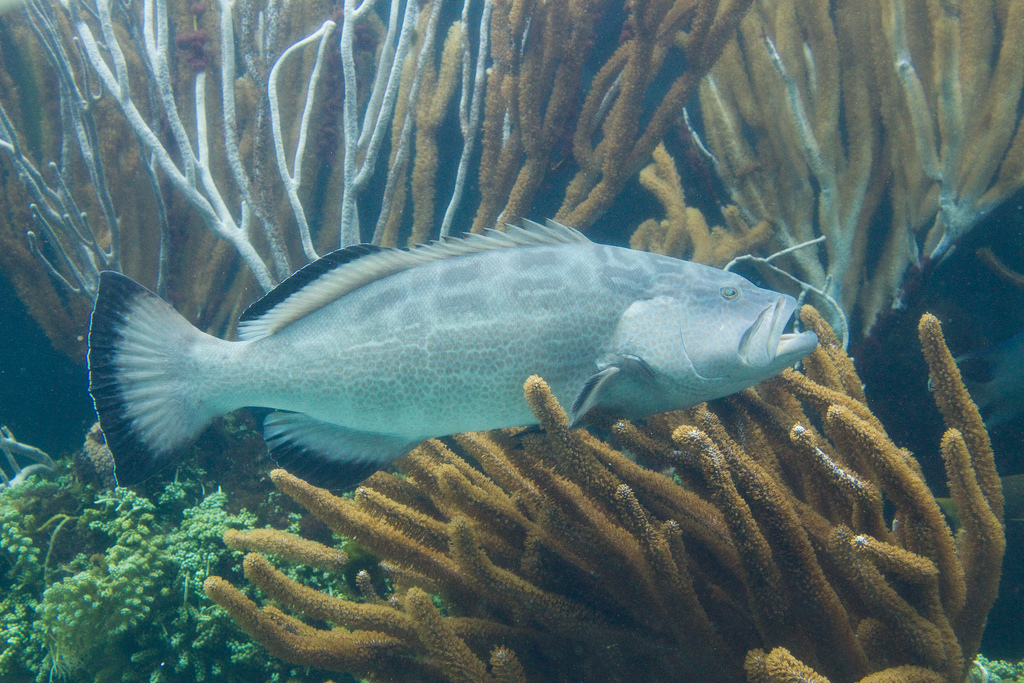
ブラック・グルーパー（Black grouper）

## 艦歴
グルーパーは1940年コネチカット州グロトンのエレクトリック・ボート社で起工する。1941年10月27日にアルバート・F・チャーチ夫人によって進水し、1942年2月12日ニューロンドン潜水艦基地で艦長クライン・E・デューク少佐（アナポリス1927年組）の指揮下1942年2月12日に就役する。ロングアイランド・サウンドでの整調後、グルーパーは太平洋潜水戦隊に配属され1942年3月30日に真珠湾へ向けて出航した。以後同艦は日本船舶への攻撃任務に従事することになる。

### 第1、第2、第3の哨戒 1942年6月 - 12月
グルーパーは最初の哨戒で、まずミッドウェー海戦に僚艦とともに参加。6月4日、グルーパーは炎上する日本空母2隻を目撃したが攻撃はできず、戦闘機による機銃掃射と170個以上の対潜爆雷による攻撃を受けた。翌5日には急降下爆撃機の攻撃を避けて潜航した。その後、ミッドウェー島に3日間停泊。補給後の6月12日、グルーパーは東シナ海に向かった。6月25日午前、グルーパーは北緯28度54分 東経136度54分 / 北緯28.900度 東経136.900度の地点で特設運送船「第二図南丸」（日本水産、19,262トン）を発見し、魚雷を4本発射して撃破した。6月27日には「氷川丸」（日本郵船、11,622トン）クラスと思われる病院船を発見。その後は南西諸島および台湾近海で哨戒した。7月6日には、北緯28度43分 東経127度11分 / 北緯28.717度 東経127.183度の地点で台湾航路の貨客船「富士丸」（日本郵船、9,138トン）に対して魚雷を二度にわたり6本発射し、1本が命中したと判断された。7月30日、グルーパーは56日間の行動を終えて真珠湾に帰投。艦長がロブ・ロイ・マクレガー少佐（アナポリス1929年組）に代わった。
8月28日、グルーパーは2回目の哨戒で東シナ海に向かった。9月21日、グルーパーは台湾海峡で陸軍輸送船「利根丸」（玉井商船、4,070トン）を撃沈。10月1日には北緯30度17分 東経123度13分 / 北緯30.283度 東経123.217度の舟山群島東方で、陸軍輸送船「りすぼん丸」（日本郵船、7,053トン）に魚雷を命中させ、「りすぼん丸」は上海に向けて曳航されたものの、翌2日についに沈没した。「りすぼん丸」には日本陸軍将兵780名と、香港の戦いで捕虜となったイギリス軍将兵1,819名あまりが乗っており、沈没による捕虜の死者は溺死や射殺などで800人を超えた。日本側は、アメリカ潜水艦が味方の捕虜が乗った輸送船を撃沈したことを喧伝し、アメリカ側も後日、日本の海外放送を傍受して「りすぼん丸」撃沈を知った。10月21日、グルーパーは53日間の行動を終えてミッドウェー島に帰投した。
11月12日、グルーパーは3回目の哨戒でソロモン諸島方面に向かった。ラバウルとブーゲンビル島、ショートランド諸島間の交通路を哨戒し、12月8日には南緯05度45分 東経154度13分 / 南緯5.750度 東経154.217度の地点で2隻の輸送船に対して魚雷を発射して、うち1本が命中したと判断された。12月17日、グルーパーは南緯04度55分 東経154度25分 / 南緯4.917度 東経154.417度のブカ島北西海域で輸送船団を発見し、陸軍輸送船「バンドン丸」（南洋海運、4,003トン）を撃沈した。12月31日、グルーパーは49日間の行動を終えてブリスベンに帰投した。

### 第4、第5、第6、第7の哨戒 1943年1月 - 10月
1943年1月21日、グルーパーは4回目の哨戒でソロモン諸島方面に向かった。ベララベラ島近海で「東京急行」を警戒しつつ、1月28日には南緯07度37分 東経156度47分 / 南緯7.617度 東経156.783度の地点で2隻の輸送船で構成された輸送船団を発見し、魚雷を3本発射したが命中しなかった。1月31日にも南緯07度38分 東経156度54分 / 南緯7.633度 東経156.900度の地点で2隻の護衛艦がついた輸送船を発見するが、先手を取られて爆雷攻撃を受けた。2月4日、グルーパーは24隻もの駆逐艦からなる「東京急行」と航空機との戦いを観測する。2月8日から10日にかけてはレンギ島に不時着していたハドソンのパイロットであるローレンス・ロバート・マックラ中尉を救助。また、ソロモン諸島やニューギニア北岸沿岸部におけるいくつかの主要な日本軍レーダー基地を発見した。3月18日、グルーパーは56日間の行動を終えてブリスベンに帰投。艦長がマーティン・P・ホッテル少佐（アナポリス1927年組）に代わった。
4月12日、グルーパーは5回目の哨戒でソロモン諸島方面に向かった。ブカ島近海で哨戒した後、ラバウルとウェワク、パラオ間の交通路の哨戒に転じた。5月12日未明、グルーパーは南緯03度03分 東経143度28分 / 南緯3.050度 東経143.467度の地点で駆潜艇を発見。追跡していくと、夕刻には4隻の大型輸送船を基幹とする輸送船団に遭遇する。しかし、先に爆雷攻撃を仕掛けられたで攻撃の機会がなく、夜になって浮上すると、輸送船団の姿は消えていた。それでもグルーパーは追跡を継続し、間もなく南緯02度49分 東経143度40分 / 南緯2.817度 東経143.667度の地点で朝潮型駆逐艦と推定された駆逐艦を発見する。相手がグルーパーの存在に気づいて反転してきたため潜航し、爆雷攻撃をしのいで駆逐艦が去っていくのをただ待つのみであった。結局、この哨戒では魚雷発射の機会はなかった。5月29日、グルーパーは47日間の行動を終えてブリスベンに帰投した。
6月19日、グルーパーは6回目の哨戒でビスマルク諸島、ニューギニア、ソロモン諸島方面に向かった。7月13日、グルーパーは南緯00度02分 東経145度00分 / 南緯0.033度 東経145.000度の地点で3隻の4,000トン級輸送船と1隻の6,000トン級輸送船からなる輸送船団を発見するが、爆雷攻撃で動きを封じられる。護衛艦をやり過ごした後、浮上して追跡するがスコールで見失ってしまう。間もなくレーダーを使用して追跡を再開し、夜になって再び輸送船団に接触し、三度にわたって計6本もの魚雷を発射したが、戦果はなかった。2日後の7月15日には、北緯00度56分 東経150度52分 / 北緯0.933度 東経150.867度の地点で駆逐艦に護衛された「神川丸級水上機母艦」と「日章丸級タンカー」を発見し、魚雷を4本発射する。魚雷は命中しなかったが、グルーパーの頭上を通過した駆逐艦からの反撃もなかった。トラック諸島とショートランド間の交通路に転じた後、7月19日に北緯00度34分 東経149度20分 / 北緯0.567度 東経149.333度の地点で輸送船団を発見したが、この時もまた爆雷攻撃で攻撃の機会を逸した。8月3日、グルーパーは46日間の行動を終えてブリスベンに帰投した。
8月25日、グルーパーは7回目の哨戒でビスマルク諸島方面に向かった。9月10日、グルーパーは北緯05度05分 東経149度55分 / 北緯5.083度 東経149.917度の地点で輸送船を発見し、魚雷を4本発射して1本命中させたと判定される。続いて「東亜丸級タンカー」に対して魚雷を6本発射したが、全て外れた。9月20日にも北緯00度02分 東経150度29分 / 北緯0.033度 東経150.483度の地点で鴎型敷設艇と思しき艦艇が護衛する5隻の輸送船団に接近し、輸送船に対して魚雷を4本発射してうち1本が命中したものと判断された。ラバウルとトラック間の海域を哨戒後、9月28日から29日にかけてはニューブリテン島南岸部に接近し、50人のゲリラと3,000ポンドの物資を降ろし、代わりに島に遭難していたアメリカ陸軍航空隊のパイロットを収容した。1943年におけるグルーパーの定期的な哨戒活動は、自身が戦果を挙げることはなかったが、他方面の活動で戦局に寄与した。10月11日、グルーパーは47日間の行動を終えて真珠湾に帰投。10月19日からカリフォルニア州サンフランシスコのハンターズ・ポイント海軍造船所でオーバーホールを受けた。また、艦長がフレデリック・H・ウォリング少佐（アナポリス1933年組）に代わった。オーバーホールを終えたグルーパーは、1944年1月7日に真珠湾に戻った。

### 第8、第9、第10、第11、第12の哨戒 1944年3月 - 1945年4月
3月1日、グルーパーは8回目の哨戒でルソン海峡方面に向かった。3月29日以降、バシー海峡および高雄と香港間の交通路を哨戒したが、4月10日に北緯21度03分 東経118度49分 / 北緯21.050度 東経118.817度の地点で発見した輸送船団はスコールに遮られ、この哨戒における戦果はなかった。4月28日、グルーパーは59日間の行動を終えてマジュロに帰投した。
5月22日、グルーパーは9回目の哨戒で「ホエール」(USS Whale, SS-239)、「パンパニト」USS Pampanito, SS-383）および「バットフィッシュ」(USS Batfish, SS-310）とウルフパックを構成し日本近海に向かった。ウルフパックは豊後水道で哨戒し、6月13日には北緯32度42分 東経133度57分 / 北緯32.700度 東経133.950度の地点で氷川丸を確認する。6月19日のマリアナ沖海戦直後、海戦に完敗した小沢治三郎中将率いる第一機動艦隊の残存艦がこの方面を通るということで警戒をしていたが、グルーパーは6月18日に潮岬方面へ移動を開始しており、結局第一機動艦隊への攻撃はなかった。6月24日未明、グルーパーは北緯34度45分 東経139度30分 / 北緯34.750度 東経139.500度の伊豆大島波浮灯台の南東43キロの地点で、父島から横須賀に向かっていた第4620乙船団を発見して浮上攻撃。海軍徴傭船「熊野山丸」（三井船舶、2,857トン）の見張り員は浮上したグルーパーを明かりをつけた漁船と一瞬見誤った。グルーパーからの魚雷は熊野山丸の右舷に命中し、熊野山丸は1時ごろに沈没した。7月10日、グルーパーは50日間の行動を終えて真珠湾に帰投した。
8月14日、グルーパーは10回目の哨戒でパラオ方面に向かった。マジュロを経由し、パラオ近海に到着。グルーパーは同海域で数度の空襲を受けたが、これに耐え、7人の撃墜されたパイロットを救助した。グルーパーは10月6日にサイパン島に寄港した後、10月15日に62日間の行動を終えてマジュロに帰投した。
11月9日、グルーパーは11回目の哨戒で日本近海に向かった。小笠原諸島方面で哨戒し、同時に東京を空襲するB-29に対する支援任務も兼ねた。11月28日、グルーパーは北緯30度22分 東経142度02分 / 北緯30.367度 東経142.033度の地点で2隻の武装トロール船に対して魚雷を3本発射する。しかし魚雷は全て外れ、グルーパーでは浮上砲戦を試みるが、浮上する前に爆雷攻撃を受けて攻撃をあきらめた。1945年1月1日、グルーパーは54日間の行動を終えて真珠湾に帰投した。整備後、グルーパーはサイパン島に回航された。
3月3日、グルーパーは12回目の哨戒で東シナ海に向かった。九州西方宇治群島近海で哨戒したが、3月27日に北緯31度08分 東経125度36分 / 北緯31.133度 東経125.600度の地点で病院船「高砂丸」（大阪商船、9,315トン）を目撃し、翌3月28日には北緯30度55分 東経125度26分 / 北緯30.917度 東経125.433度の地点でサンパンを攻撃する。この2隻以外は接触もなかった。4月26日、グルーパーは54日間の行動を終えて真珠湾に帰投した。翌日、グルーパーは2度目のオーバーホールのためサンフランシスコに回航された。グルーパーは8月6日に真珠湾に戻り、この後も哨戒任務が予定されていたが、戦争終結と共に任務は取り消された。

### 戦後
9月9日、グルーパーは僚艦「トロ」 (USS Toro, SS-422)「ブラックフィッシュ」(USS Blackfish, SS-221) とともにニューロンドンに向けて出帆した。その後は4年にわたってフロリダ及びカリブ海で作戦活動及び訓練任務に従事する。1946年には戦闘情報センター (Combat Information Center, CIC) を設置された最初の潜水艦となる。翌年には潜水進行中の潜水艦の乗組員を解放、回復した最初の潜水艦となった。これらの活動は1950年3月5日まで続けられた。
グルーパーは最初の「対潜水艦攻撃」潜水艦へ転換されるためメア・アイランド海軍造船所入りする。1951年1月2日には SSK-214 （対潜潜水艦）へ艦種変更される。転換作業ではシュノーケル、広範囲ソナー、レーダー設備が追加され、1951年6月27日に完了した。グルーパーは対潜潜水艦戦闘の魁として任務に復帰する。続く8年にわたって第2潜水艦開発グループの1ユニットとして、グルーパーは対潜水艦戦闘の概念を開発しテストするための任務に従事する。この任務でグルーパーは東海岸をノバスコシアからフロリダまで、また同様にカリブ海で活動した。1953年および1955年には大西洋を横断し、アイスランド経由でスコットランドのロスセーに赴く。1957年の秋にはNATOの演習に参加した。
グルーパーは1958年5月17日に AG(SS)-214 （実験潜水艦）に艦種変更される。1959年11月28日に広範囲な改修のためにポーツマス海軍工廠入りする。この改修で前方魚雷室は実験室に変更された。科学者の仕事台及び寝台が追加された。また様々なタイプのソナーが前方に装着された。改修が完了するとグルーパーは1960年6月23日に出航、その長い経歴で4番目の過程である学術調査艦および水中音響研究艦としての任務を開始した。ニューロンドンを母港とし、北はノバスコシア、その他はカリブ海とバーミューダでの頻繁な実験を行った。グルーパーは水中での音響伝播に関する研究に集中し、1962年12月にはオーバーホール及び改修のためフィラデルフィア海軍造船所に入る。改修が完了すると1963年5月にフィラデルフィアを出航し音響調査研究を再開した。
1964年6月にグルーパーは戦闘効率賞「Battle Efficiency "E"」を受章した。1965年11月にオーバーホールのためフィラデルフィア海軍造船所入りし、音響研究のための設備を装着する。1966年5月1日にフィラデルフィアを出航、6月1日にニューロンドンに到着し、集中的な実験研究のためカリブ海に向かう。1966年はナラガンセット湾およびバーミューダで2回の実験を行った。1967年の始めにグルーパーはニューロンドンで実験再開の準備を始める。1968年の時点でグルーパーは戦時、平時両方において浮かぶ研究所としての長い業績を継続していたが、1968年12月2日をもって退役し、除籍された。
グルーパーは第二次世界大戦の戦功で10個の従軍星章を受章した。